# Charles Bwale
Charles Bwale (ur. 29 lipca 1979) – piłkarz zambijski grający na pozycji obrońcy. W swojej karierze rozegrał 9 meczów w reprezentacji Zambii.

## Kariera klubowa
Karierę piłkarską Bwale rozpoczął w klubie Nkana FC z miasta Kitwe. W 1999 roku zadebiutował w jego barwach w zambijskiej Premier League. Grał w nim do 2004 roku. Wraz z Nkaną wywalczył mistrzostwo Zambii w 1999 roku. Zdobył też Puchar Zambii w 2000 roku, Challenge Cup w 1999 i 2000 roku oraz Tarczę Dobroczynności w 2000 roku.
W latach 2005–2006 Bwale grał w Green Buffaloes FC z Lusaki, w którym zakończył karierę.

## Kariera reprezentacyjna
W reprezentacji Zambii Bwale zadebiutował w 2000 roku. W 2002 roku został powołany do kadry na Puchar Narodów Afryki 2002. Był tam rezerwowym i nie rozegrał żadnego meczu. W kadrze narodowej grał do 2003 roku i wystąpił w niej 9 razy.